# Jász dialektus
A jász dialektus az oszét nyelv egyik dialektusa volt. Elnevezését használói, a középkorban Magyar Királyságban élő nomád törzs, vagyis a jászok után kapta.

## Történelem
A jászok a kunokkal együtt érkeztek Magyarországra. Érkezésükben a mongol terjeszkedés veszélye komoly szerepet játszott. IV. Béla magyar király fogadta be őket abban a reményben, hogy segítséget fognak nyújtani a mongol–tatár invázió elleni harcban. Azonban nem sokkal érkezésük után a kapcsolat drámai módon megromlott a keresztény magyar előkelő réteg és a pogány kun-jász törzsek között, melynek eredményeképpen elhagyták az országot. Az 1241–42-es mongol–tatár megszállás után visszatértek és letelepedtek a jászok is a kunokkal együtt az Alföld középső részén. A jászok fő letelepedési területe a Zagyva és a Tarna által határolt Jászság lett.
Fő foglalkozásuk még sokáig az állattenyésztés volt. Foglalkozásukhoz hasonlóan sokáig ragaszkodtak még nyelvükhöz, kultúrájukhoz, pogány szokásaikhoz. Ezzel összhangban a 15. században kérte föl Mátyás király a ferenceseket, hogy építsenek kolostort és térítsék keresztény hitre a jászokat. A következő két évszázadban beolvadtak a magyar lakosságba, és nyelvük eltűnt, de 1876-ig megőrizték jász identitásukat és regionális autonómiájukat. Nevüket ma is több, mint egy tucat település viseli. A Jászság azóta is jól körülhatárolható történeti, néprajzi és földrajzi régió. A romániai Iași (magyarul: Jászvásár) város neve szintén összefüggésbe fogható a jászokkal.
A jász nyelv máig egyetlen írott nyelvemlékét az 1950-es években találták meg az Országos Széchényi Könyvtárban. Ez egy egyoldalas szószedet, amely 34 szót tartalmaz, amelyek főleg a mezőgazdaság termékekkel voltak kapcsolatosak, úgymint gabonafélék, szarvasmarhafélék stb. Ez valószínűleg adóügyi vagy kereskedelmi célokat szolgált. A szószedetet a Digor-dialektusból származó oszét analógok segítségével értelmezték.

## Fordítás
Ez a szócikk részben vagy egészben  a   Jassic dialect című angol Wikipédia-szócikk ezen változatának fordításán alapul.  Az eredeti cikk szerkesztőit annak laptörténete sorolja fel. Ez a jelzés csupán a megfogalmazás eredetét és a szerzői jogokat jelzi, nem szolgál a cikkben szereplő információk forrásmegjelöléseként.